# Vriesea incurvata
Vriesea incurvata là một loài thuộc chi Vriesea. Đây là loài đặc hữu của Brasil.

## Giống
- Vriesea 'Albertii'
- Vriesea 'California Orange'
- Vriesea 'Eclatant'
- Vriesea 'Flammeche'
- Vriesea 'Fulgida'
- Vriesea 'Gloriosa'
- Vriesea 'L'eclatant'
- Vriesea 'Marcella'
- Vriesea 'Marechaliana'
- Vriesea 'Margaritae'
- Vriesea 'President Oscar Lamarche'
- Vriesea 'Rostrum Aquilae'
- Vriesea 'Seminole Chief'
- Vriesea 'Souvenir de Joseph Mawet'
- Vriesea 'Splendida'
- Vriesea 'Van Geertii'
- xGuzvriesea 'Elata'